# Sede del Parlamento de Canarias
El edificio del Parlamento de Canarias es un inmueble de la ciudad española de Santa Cruz de Tenerife, en las islas Canarias, sede como su nombre indica del Parlamento Canario. Cuenta con el estatus de Bien de Interés Cultural.

## Descripción
Su construcción data de 1883, fruto de un proyecto del arquitecto Manuel de Oraá. Se ubica en la calle Teobaldo Power (antes calle del Pilar), de Santa Cruz de Tenerife. En cuanto al aspecto estilístico, destaca su fachada dentro de estilo neoclásico.

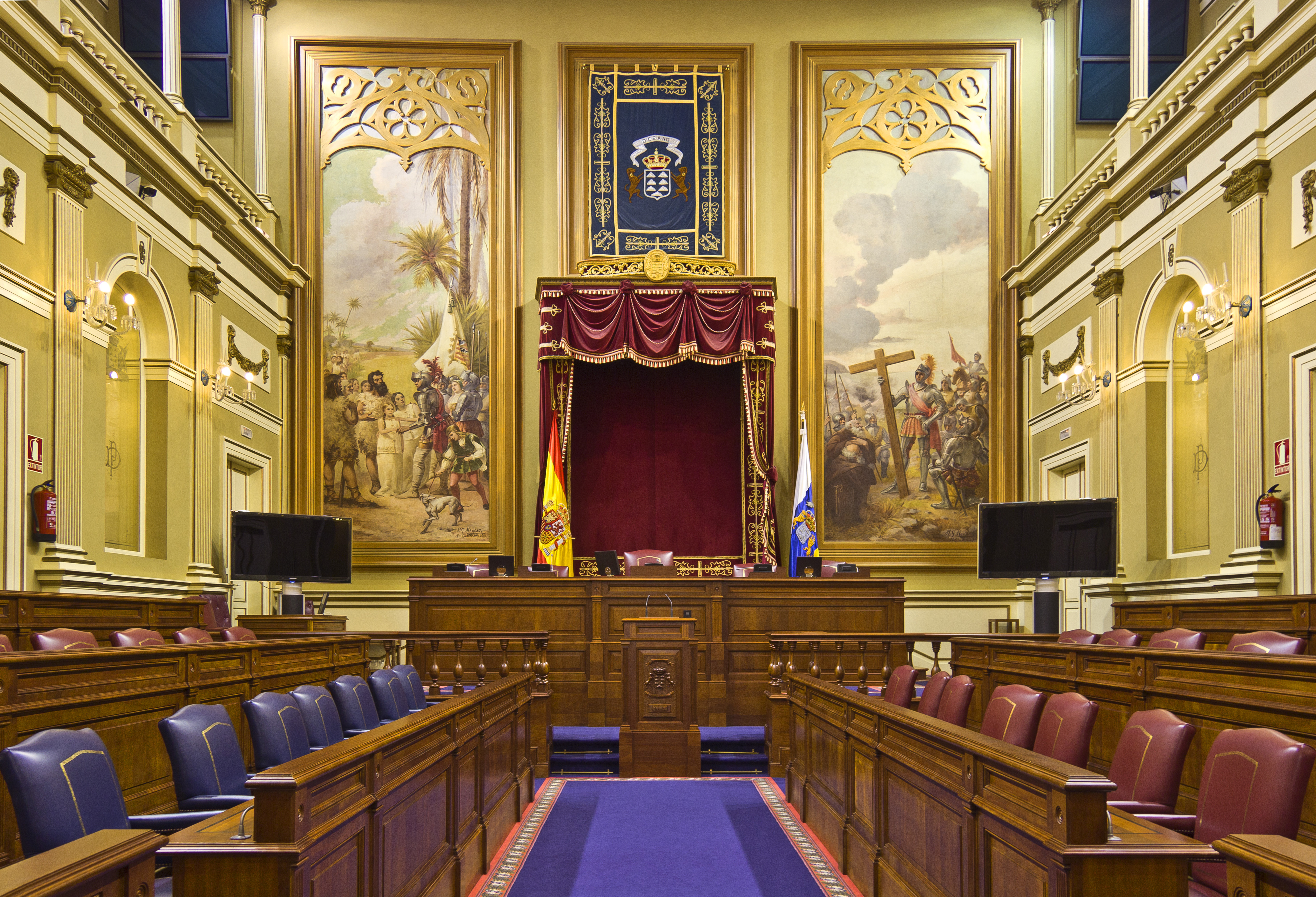
Interior del inmueble

Se trata de las pocas edificaciones que en las islas ofrecen carácter regional, primero, como Diputación Provincial, antes de la división de las islas en dos provincias; con posterioridad a la división provincial, pasó a ser sede del Conservatorio Municipal, y después como sede del Parlamento Canario. El inmueble albergó también en el pasado el teatro de Santa Cecilia. A la hora de intentar definir el estilo de este edificio hay que hacer una diferenciación clara entre su fachada y el interior, más acorde con el momento histórico en que tuvo lugar la realización de la obra. Si bien no hay una diferenciación de estilo, algunos autores lo incluyen dentro del clasicismo romántico, con gran libertad de detalles decorativos; otros se deciden por una línea conservadora entre los neoclásicos con orígenes en la arquitectura francesa. En definitiva, el inmueble no puede encajarse en una definición estilista determinada.
En 1984 se incoó expediente para su declaración como Bien de Interés Cultural, estatus que alcanzó el 23 de abril de 1992, mediante un decreto publicado en el Boletín Oficial de Canarias el día 29 de dicho mes.